# Свеправославна епископска конференција за Британска острва
Свеправославна епископска конференција за Британска острва окупља све православне епископе на територији Велике Британије и Ирске.
Основана је 21. јуна 2010. године на оснивачкој скупштини у Лондону, где су се по први пут окупили сви канонски епископи православних цркава под чијом се јурисдикцијом налазе Велика Британија и Ирска. Од тада, ова конференција се састаје редовно два пута годишње, а у оквиру исте постоје три одбора: богословски, пастирски и образовни у којима се разматрају питања из живота и мисије Православне цркве на Британским острвима.
Раду епископске скупштине претходи увек заједничко богослужење православних епископа Свете литургије на свим богослужбеним језицима који се користе на простору Британских острва.